# Christian Eriksen
 Der er flere personer med dette navn, se Christian Eriksen (flertydig).
Christian Dannemann Eriksen (født 14. februar 1992) er en dansk fodboldspiller, som spiller for den engelske Premier League klub Manchester United. Her kom han fra den engelske klub Brentford i 2022. Han har desuden tidligere spillet for hollandske Ajax Amsterdam, engelske Tottenham og italienske Inter.
Eriksen er offensiv midtbanespiller, som oprindeligt spillede for Odense Boldklub, hvor han blev hædret som årets U/17-talent i Danmark i 2008. Herefter kom han til Ajax Amsterdam i oktober 2008, hvor han fik sit internationale gennembrud. I 2013 fortsatte han karrieren i Tottenham Hotspur F.C., hvor han blandt andet var med til at bringe holdet til UEFA Champions League-finalen i 2019, hvor han startede inde. I det følgende vintertransfervindue skiftede Eriksen til Inter Milan.
Eriksen fik debut for det danske A-landshold i marts 2010, og han var den yngste spiller ved VM i 2010 i Sydafrika. Han har siden været fast mand på landsholdet og var blandt andet central i Danmarks kvalifikation til VM 2018 med otte mål i kvalifikationsturneringen samt tre mål i den afgørende playoff-kamp mod Irland.
Christian Eriksen opnåede 14. oktober 2020, som den yngste nogensinde 100 landskampe for Danmark, i en 1-0 sejr over England på Wembley; målet scoret af ham selv på straffespark. 26. marts 2022 fik han comeback på landsholdet efter hjertestoppet sommeren forinden, og mindre end to minutter efter hans indskiftning i venskabskampen mod Holland, scorede han sit 37. landskampsmål.
Han fik hjertestop i Danmarks første kamp i EM-slutrunden i 2021, men blev reddet ved hurtig lægehjælp, og han fik efterfølgende indopereret en hjertestarter, så han lidt over et halvt år efter hjertestoppet kunne genoptage sin elitekarriere. Efter hjertestoppet og den indopererede hjertestarter måtte han stoppe i Inter, idet det italienske fodboldforbund ikke tillader spillere med disse aggregater. I stedet fik han i begyndelsen af 2022 en kontrakt med Brentford.
I 2010 blev Eriksen af Spillerforeningen kåret som "Årets Talent i dansk fodbold", og efter sæsonen 2010/11 blev han kåret som årets talent i hollandsk fodbold. Christian Eriksen har ved Dansk Fodbold Award fået prisen som Årets Spiller i 2013, 2014, 2015, 2017 og 2018.

## Karriere

### Tidlig karriere i Middelfart og Odense
Christian Eriksen begyndte allerede som 3-årig at spille fodbold i barndomsklubben Middelfart Gymnastik & Boldklub. Herfra skiftede han til Odense Boldklub i 2005. Her deltog han med klubbens drengespillere Danske Mesterskab for drenge i 2005. Ved denne turnering kom OB med Eriksen på holdet til semifinalen, hvor det blev til et nederlag til Brøndby IF. Eriksen blev dog kåret til DM-stævnets bedste tekniker. Året efter vandt Eriksen og OB det Danske Mesterskab i 2006 for 1. års drenge.  Her scorede han i finalen,
kampens eneste mål i sejren over KB.
Efter flere flotte optrædener på OBs U/16 hold og senere U/19 hold, samt Landsholdets U/17 landshold kom Eriksen til prøvetræning i flere europæiske storklubber, herunder Chelsea og Barcelona. Eriksen valgt dog at skifte til Ajax Amsterdam, og om denne beslutning sagde den 16-årige fodboldspiller: "Jeg synes, at Ajax er min klub. Den er stor, men ikke for stor, og så tror jeg, at Holland er et godt sted at starte." 
I oktober 2008 blev OB enige med Ajax om at sælge Christian Eriksen. Her fik han en kontrakt der gik frem til sommeren 2010. I december 2008 blev han hædret med prisen "Arlas Landsholdstalent" for U17-landsholdet, hvor han netop havde spillet sin 25. ungdomslandskamp mod Portugal, hvori han blev dobbelt målscorer. I motivationen for prisen hed det bl.a.: "Christian er en klassisk ”10’er”, der kan sætte andre spillere i scene, han løber dybt, afslutter godt med begge ben – selv fra distancen – og er ligeledes målfarlig. Én af Christians vigtigste egenskaber er, at han har en ydmyg tilgang til tingene og arbejder stenhårdt."
| Citat                                                                                   | Christian har nogle visioner i spillet, som man ikke ser normalt i den alder. At han har langt de fleste værktøjer i orden, og eksempelvis sparker præcist med begge ben, er én ting. Men det er spilforståelsen, som løfter ham. Vi har i OB hele tiden prøvet at udfordre ham, og som en af de spillere er han blevet rykket op før tid til U/19-holdet, og det mestrede han også. Næste skridt var at træne med Superliga-truppen, og det har Christian også gjort med godt resultat. For mig har de været vigtigt, at Christian fandt den helt rette klub, og med al respekt for det arbejde vi gør her i OB, så har Ajax altså noget ekstra. | Citat |
| OB-talentchef Uffe Pedersen om Christian Eriksen og hans skifte til Ajax i oktober 2008 | |       |

### Ajax Amsterdam
Christian Eriksen startede med at træne med på Ajax' U/19 hold, men han blev hurtigt rykket op på klubbens 2. hold og den 17. januar 2010 fik han sin debut på Ajax' førstehold og i den hollandske Æresdivision i udekampen mod NAC Breda, hvor han spillede 83 minutter.Siden årsskiftet 2010/11 trænede Christian Eriksen fast med førsteholdstruppen.
Han har efterfølgende slået endnu mere igennem i den europæiske fodboldverden. Den 21. februar 2010 spillede han alle 90 minutter for Ajax i 4-0 sejren over Vitesse. I midtugen derefter var han med i hele UEFA Europa League kampen mod Juventus. Han klarede det fint i de 90 minutter og reddede bl.a. et forsøg fra Juventus på mållinjen. Christian Eriksen scorede den 29. august 2010 sit første mål for Ajax efter at være blevet indskiftet i kampen med de Graafschap.
Eriksen nåede før sin transfer til Tottenham Hotspurs i august 2013 at spille 162 kampe og score 33 mål for Ajax Amsterdam samt at vinde den hollandske æresdivision 3 gange i træk.

### Tottenham Hotspur
Den 30. august 2013 blev det bekræftet, at Christian Eriksen skiftede til Tottenham Hotspur for omtrent 100 mio. kroner - samme dag hvor klubben også skrev kontrakter med Vlad Chiriches og Erik Lamela.
Han fik en række gode år i Tottenham, hvor han spillede i alt 226 ligakampe og scorede 51 mål. Af klubbens officielle fangrupper blev Christian Eriksen kåret som årets spiller i klubben i sæsonen 2013-14. I januar 2015 var han med til at sikre klubben deltagelse i finalen i League Cup, hvor holdet dog tabte til Chelsea F.C..
I sæsonen 2016-17 var Eriksen med til at sikre Tottenham andenpladsen i Premier League efter Chelsea, deres bedste resultat siden 1962. I 2019 var han med til at sikre klubben deltagelse i Champions League-finalen, som holdet dog tabte 0-2 til ligarivalerne fra Liverpool F.C.

### Inter
I januar 2020 skiftede Eriksen til italienske Inter på en fire-et-halvt årig aftale. Han fik en svær tid i den italienske klub, og i december 2020 meddelte klubben, at han var til salg. Imidlertid blev han støttet af holdkammeraten Romelu Lukaku, og da han i slutningen af januar 2021 scorede et vigtigt mål i en pokalkamp mod ærkerivalerne fra A.C. Milan, meddelte træner Antonio Conte, at han ikke ville blive solgt i denne omgang.
I efteråret 2021 blev det bekræftet, at Eriksen ikke havde lov til at spille i Serie A efter at have fået en ICD-enhed efter sit hjertestop i EM-kampen Danmark-Finland samme sommer, og klubben enedes med Eriksen om at ophæve kontrakten i december 2021, hvorpå han var klubløs.

### Brentford
Eriksen var allerede i løbet af efteråret 2021 begyndt at selvtræne, blandt andet i to af sine tidligere klubber, OB og Ajax, og i januar 2022 underskrev han en kontrakt på et halvt år med Premier League-klubben Brentford F.C., hvor den danske træner Thomas Frank var begejstret for at få tilgang af landsholdsstjernen, som han havde arbejdet sammen med, da Eriksen spillede på det danske U/17-landshold. Efter et par træningskampe for Brentford debuterede han officielt på klubbens Premier League-hold i en hjemmekamp mod Newcastle 26. februar 2022, hvor han blev skiftet ind i begyndelsen af anden halvleg, 259 dage efter at han fik hjertestoppet under EM. Den følgende weekend var han med i startopstillingen, og han opnåede i alt 11 kampe for Brentford i forårssæsonen. I Brentford spillede han sammen med en række andre danske spillere, heriblandt Christian Nørgaard og Mathias Jensen, som han også spillede på landsholdet med.

### Manchester United
Efter mange spekulationer om hans fremtid offentliggjorde Manchester United F.C. 15. juli 2022, at de havde skrevet en treårig kontrakt med Christian Eriksen. Blandt årsagerne til dette skift nævnte Eriksen selv forventninger til klubbens nye træner, Erik ten Hag. Han debuterede for klubben i den første Premier League-kamp i den nye sæson, hvor Manchester United på hjemmebane tabte 1-2 til Brighton.Han ville derefter spille tre sæsoner for de røde djævle, med 107 kampe, 8 mål og 19 assists. Han vandt Carabao Cup i 2023 med en 2-0 sejr over Newcastle i en finale, som han ikke spillede i. Han vandt også FA Cup i 2024 mod Manchester City. Kampen endte med en 2-1 sejr til Manchester United, med mål fra Garnacho og Mainoo for Manchester United, og Doku for Manchester City.

## Landsholdskarriere
Christian Eriksen har spillet en række kampe på de danske ungdomslandshold, og som 18-årig fik han sin første udtagelse til og kamp på A-landsholdet i en træningskamp mod Østrig i marts 2010. Han blev efterfølgende udtaget til VM-slutrunden i Sydafrika, hvor han var turneringens yngste spiller. Eriksen scorede sit første mål for Danmarks fodboldlandshold den 4. juni 2011 i en EM-kvalifikationskamp mod Island.
Eriksen var også med for det danske U-21 landshold til EM på hjemmebane i 2011. Han scorede et enkelt mål på straffespark mod Hviderusland.
Eriksen scorede sit andet landskampmål i en venskabskamp mod Skotland. Han var efterfølgende med til at sikre Danmarks direkte kvalifikation til EM-slutrunden 2012 blandt andet med sejre over Norge og Portugal i efteråret 2011.

Efter hans hjertestop var der usikkerhed om Eriksens fremtid på landsholdet. Men efter han kom i gang med at spille professionel fodbold igen efter skiftet til Brentford, blev han udtaget til to venskabskampe i marts 2022. Da han fik COVID-19, lige inden landsholdet blev samlet, opstod der tvivl om hans comeback, men han kom sig hurtigt og blev derpå skiftet ind i udekampen mod Holland på sin gamle hjemmebane, Johann Cruyff Arena. Efter mindre end to minutter scorede han for Danmark (der dog tabte kampen 2-4). Tre dage senere spillede han fra start i hjemmekampen mod Serbien. Han var udnævnt til anfører i kampen, hvor han for første gang var tilbage i Parken efter sit hjertestop sommeren forinden samme sted, og han scorede til slutresultatet 3-0.
Pr.  30. november 2022 har Christian Eriksen spillet 120 landskampe og scoret 39 mål for landsholdet. Han er nummer fem på landsholdstopscorerlisten og nummer fire på listen over flest spillede kampe.

### Hjertestop ved EM 2020
Den 12. juni 2021, mens han spillede i Danmarks åbningskamp i EM i fodbold 2020 (afholdt i 2021) i Parken i København, fik Eriksen hjertestop og kollapsede i det 43. minut, da han uden andre spillere i umiddelbar nærhed var ved at modtage et indkast i en kamp mod Finland. Lægehjælpen ankom straks og udførte hjertelungeredning på banen, før Eriksen blev taget af banen på en båre og kampen blev suspenderet. Efter vellykket lægehjælp blev Eriksen overført til Rigshospitalet og stabiliseret, og i kølvandet på diverse undersøgelser fik han indopereret en hjertestarter og derefter udskrevet fra Rigshospitalet den 17. juni.

## Privat
Christian er storebror til Louise Eriksen. Han blev gift med Sabrina Kvist Jensen 28. maj 2025 . De fik en søn i 2018 og en datter i december 2020

## Karrierestatistik

### Klub
Oversigten er opdateret til og med 12. august 2017
| Klub              | Sæson          | Liga           | Liga  | Liga | Liga  | Pokalturnering | Pokalturnering | Pokalturnering | Liga Cup | Liga Cup | Liga Cup | Europa1 | Europa1 | Europa1 | Andet2 | Andet2 | Andet2 | Total | Total | Total |
| Klub              | Sæson          | Division       | Kampe | Mål  | Oplæg | Kampe          | Mål            | Oplæg          | Kampe    | Mål      | Oplæg    | Kampe   | Mål     | Oplæg   | Kampe  | Mål    | Oplæg  | Kampe | Mål   | Oplæg |
| ----------------- | -------------- | -------------- | ----- | ---- | ----- | -------------- | -------------- | -------------- | -------- | -------- | -------- | ------- | ------- | ------- | ------ | ------ | ------ | ----- | ----- | ----- |
| Ajax              | 2009–10        | Æresdivisionen | 15    | 0    | 1     | 4              | 1              | 0              | —        | —        | —        | 2       | 0       | 0       | —      | —      | —      | 21    | 1     | 1     |
| Ajax              | 2010–11        | Æresdivisionen | 28    | 6    | 11    | 6              | 1              | 2              | —        | —        | —        | 12      | 1       | 3       | 1      | 0      | 0      | 47    | 8     | 16    |
| Ajax              | 2011–12        | Æresdivisionen | 33    | 7    | 19    | 2              | 0              | 1              | —        | —        | —        | 8       | 1       | 2       | 1      | 0      | 0      | 44    | 8     | 22    |
| Ajax              | 2012–13        | Æresdivisionen | 33    | 10   | 17    | 5              | 2              | 1              | —        | —        | —        | 8       | 1       | 5       | 0      | 0      | 0      | 46    | 13    | 23    |
| Ajax              | 2013–14        | Æresdivisionen | 4     | 2    | 3     | 0              | 0              | 0              | —        | —        | —        | 0       | 0       | 0       | 1      | 0      | 1      | 5     | 2     | 4     |
| Ajax              | Total          | Total          | 113   | 25   | 51    | 17             | 4              | 4              | —        | —        | —        | 30      | 3       | 10      | 3      | 0      | 1      | 163   | 32    | 66    |
| Tottenham Hotspur | 2013–14        | Premier League | 25    | 7    | 9     | 1              | 0              | 0              | 1        | 0        | 0        | 9       | 3       | 3       | —      | —      | —      | 31    | 10    | 10    |
| Tottenham Hotspur | 2014-15        | Premier League | 38    | 10   | 2     | 2              | 0              | 0              | 4        | 2        | 3        | 4       | 0       | 0       | —      | —      | —      | 48    | 12    | 5     |
| Tottenham Hotspur | 2015-16        | Premier League | 35    | 6    | 15    | 4              | 1              | 0              | 1        | 0        | 0        | 7       | 1       | 1       | —      | —      | —      | 47    | 8     | 16    |
| Tottenham Hotspur | 2016-17        | Premier League | 36    | 8    | 15    | 3              | 1              | 6              | 1        | 2        | 0        | 8       | 1       | 2       | —      | —      | —      | 48    | 12    | 23    |
| Karriere total    | Karriere total | Karriere total | 247   | 56   | 91    | 27             | 6              | 10             | 7        | 4        | 3        | 54      | 8       | 15      | 3      | 0      | 1      | 338   | 74    | 119   |

1 Inkluderer UEFA Champions League og UEFA Europa League kampe.
2 Inkluderer Johan Cruijff Shield kampe.

### International
Statistik korrekt pr 15. november 2017.
| Danmark | Danmark | Danmark |
| År      | Kampe   | Mål     |
| ------- | ------- | ------- |
| 2010    | 10      | 0       |
| 2011    | 9       | 2       |
| 2012    | 11      | 0       |
| 2013    | 8       | 2       |
| 2014    | 7       | 1       |
| 2015    | 8       | 1       |
| 2016    | 9       | 6       |
| 2017    | 9       | 9       |
| Total   | 75      | 21      |

### Internationale mål
| Mål | Dato            | Sted              | Modstander | Score | Resultat | Turnering                           |
| --- | --------------- | ----------------- | ---------- | ----- | -------- | ----------------------------------- |
| 1   | 4. juni 2011    | Reykjavík, Island | Island     | 2–0   | 2–0      | Kvalifikation til EM i fodbold 2012 |
| 2   | 10. august 2011 | Glasgow, Skotland | Skotland   | 1–1   | 1–2      | Venskabskamp                        |
| 3   | 5. juni 2013    | Aalborg, Danmark  | Georgien   | 2-1   | 2-1      | Venskabskamp                        |
| 4   | 14. august 2013 | Gdansk, Polen     | Polen      | 1-1   | 2-3      | Venskabskamp                        |